# Stockholms stads utrednings- och statistikkontor
Stockholms stads utrednings- och statistikkontor (USK), tidigare Stockholms stads statistiska kontor, var ett utredningsorgan inom Stockholms stad, grundat 1905 och avyttrat 2011 till Sweco.

## Historik
Det statistiska kontorets förste chef och drivande kraft under lång tid var Joseph Guinchard. Vid hans bortgång 1934 hade kontoret växt till 56 personer, och man förvaltade landets största kommunala förvaltningsbibliotek. Kontorets styrelse blev vid Stockholms förvaltningsreform 1920 en självständig förvaltningsnämnd, med ett borgarråd som ordförande. Ordföranden från 1920 var borgarrådet Oscar Larsson.
Kontoret utgav bland annat Stockholms kommunalkalender och Statistisk årsbok för Stockholm.
Bland chefer efter Joseph Guinchard märks Ivar Öman (från 1947) och Iréne Svenonius (2003-2006). Bland övriga tjänstemän och styrelseledamöter märks sedermera borgarrådet Yngve Larsson (amanuens 1908, samt styrelseledamot 1920-1924), Ludvig Widell (styrelseledamot från 1908), Edvard Söderberg (styrelseledamot 1909-1919), Henning Karlson (aktuarie 1909-1918), Filip Anger (aktuarie 1940-1963), Per Holm (aktuarie från 1941), Åke Englund (amanuens 1944-1945).
Kontoret hade 1908 lokaler på Eldkvarntomten, och på 1970-talet i Falkenbergska palatset.